# Robert Liston
Robert Liston (28 de outubro de 1794 – 7 de dezembro de 1847) foi um cirurgião pioneiro escocês. Liston era notório por sua habilidade e agilidade na era pré-anestesia, quando a rapidez da operação faria diferença em termos de dor e sobrevivência, também ficou conhecido por realizar a primeira intervenção cirúrgica com auxílio de anestesia moderna. Em contra-partida, o cirurgião protagonizou o que seria conhecida como a mais malsucedida interferência cirúrgica da história, que acabou levando ao óbito o paciente, um enfermeiro e um espectador.

## Biografia

### Infância
Liston era filho do clérigo escocês Henry Liston, por sua vez filho de Robert Liston, moderador da Assembléia Geral da Igreja da Escócia.

### Carreira
Liston recebeu sua educação da Universidade de Edimburgo , se tornou o primeiro "The Great Northern Anatomist" (O Grande Anatomista Nortenho) da Blackwell's Magazine, e em 1818 se tornou cirurgião da Enfermaria Real de Edinburgo. Ele viveu de 1794 a 1847 na No. 5 Clifford Street, perto da Bond Street em Mayfair. Ele foi eleito membro da Royal Society em 1841.

### Morte
Ele morreu de um aneurisma em 7 de dezembro de 1847 em sua casa em Mayfair e seu funeral ocorreu na Igreja de St Michael, Highgate, seis dias depois. O cortejo fúnebre de sua casa consistia em cinco carruagens de luto e quinze carruagens particulares. No primeiro estavam parentes e seus colegas professores de medicina do University College, e no último eram amigos de eminência nas classes mais altas da sociedade.

## Feitos notórios

### Amputações eficientes
Richard Gordon descreve Liston como "a faca mais rápida do West End. Ele poderia amputar uma perna em 2 minutos".
De fato, ele tem a reputação de ter sido capaz de concluir as operações em questão de segundos, em uma época em que a velocidade era essencial para reduzir a dor e melhorar as chances de sobrevivência de um paciente.

### Primeira utilização de anestesia moderna
Ele realizou a primeira operação pública utilizando anestesia moderna, éter, na Europa em 21 de dezembro de 1846 no University College Hospital.
Seu comentário na época: "Esta esquiva Yankee bate o mesmerismo vazio", referindo-se às experiências de William T. G. Morton com éter como anestésico para extração de dentes.

### Mais malsucedida interferência cirúrgica da história
Em seu caso mais famoso, não se trata de uma cirurgia bem-sucedida e sim uma malsucedida que levou à morte de 3 pessoas por acontecimentos direta ou indiretamente ligados ao procedimento.
No caso em questão ele acabou por não conseguir salvar o paciente que acabou por falecer de gangrena dias depois na enfermaria do hospital, além de na tentativa de impressionar a plateia com sua agilidade acabou acidentalmente cortando 2 dedos de um enfermeiro auxiliar que também acabou falecendo de gangrena. No mesmo procedimento Robert acabou assustando um espectador do procedimento que acabou falecendo por conta de um estado de choque. O caso foi descrito por Richard Gordon que explicou:

Amputou a perna em menos de 21⁄2 minutos (o paciente morreu depois na enfermaria de gangrena do hospital; eles costumavam morrer naqueles dias pré-listerianos). Ele amputou também os dedos de seu jovem assistente (que morreu depois na enfermaria de gangrena do hospital). Ele também cortou as caudas do casaco de um distinto espectador cirúrgico, que estava tão aterrorizado que a faca havia perfurado seus órgãos vitais que ele desmaiou de medo (e mais tarde descobriu-se que morreu de choque).